# Tony Hicks
Tony Hicks, születési nevén Anthony Christopher Hicks (Nelson, Lancashire, 1945. december 16.–) angol énekes, zenész, 1963 óta a The Hollies tagja. Az együttes többi tagjával közösen 2010-ben bekerült a Rock and Roll Hall of Fame-be.
1995-ben Ivor Novello-díjat kapott, 2006-ban pedig bekerült a Vocal Group Hall of Fame-be.

## Magánélete
Nős, egy fia van (Paul Hicks).